# Illusion lunaire

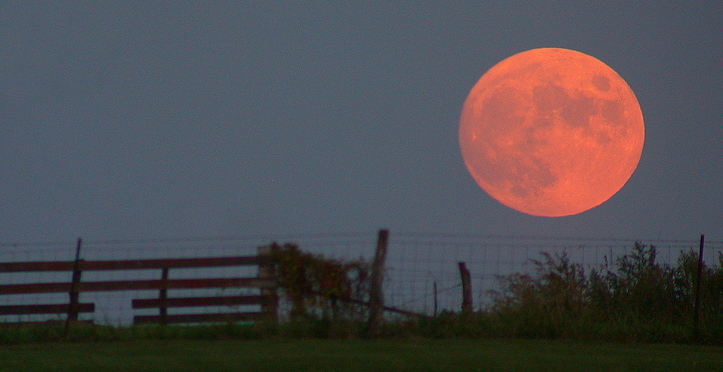
La Lune près de l'horizon.

L’illusion lunaire est une illusion d’optique lors de laquelle la Lune parait plus grosse près de l’horizon que lorsqu’elle se trouve haut dans le ciel, bien qu’aucune raison physique ou astronomique n’en soit la cause. Cette illusion existe également pour le Soleil et les constellations.
La cause de ce phénomène est psychologique mais, bien que connu depuis les temps anciens, n’est toujours pas complètement élucidée,.

## Explications possibles
La taille d'un objet visualisé peut être mesurée objectivement comme une taille angulaire (l'angle visuel qu'il sous-tend à l'œil, correspondant à la proportion du champ visuel qu'il occupe) ou comme une taille physique (sa taille réelle mesurée). 
La taille physique perçue est liée à la perception visuelle mais aussi à la mémoire. En effet si deux objets familiers identiques sont placés respectivement à des distances de cinq et dix mètres, l'objet le plus éloigné sous-tend approximativement la moitié de l'angle visuel de l'objet le plus proche, mais il est normalement perçu comme étant de la même taille.
Par conséquent la question est de savoir si la Lune semble plus grande à l'horizon parce que sa taille angulaire est plus grande, ou parce que sa taille physique perçue semble plus grande, ou une combinaison des deux. Il n'y a actuellement aucun consensus sur ce point. Les recherches les plus récentes sur l'illusion lunaire ont été menées par des psychologues spécialisés dans la perception humaine. Le livre de 1989 The Moon Illusion, édité par Hershenson, propose environ 24 chapitres écrits par divers chercheurs en illusion aboutissant à des conclusions différentes. Après avoir examiné les nombreuses explications différentes dans leur livre Le mystère de l'illusion lunaire, Ross et Plug concluent "Aucune théorie n'a émergé victorieuse". Ils soutiennent que la taille de l'illusion est variable, mais qu'il s'agit généralement d'une augmentation apparente du diamètre d'environ 50 pour cent. Le facteur le plus important est la vue du terrain, mais il y a une petite contribution d'autres facteurs tels que l'angle de regard, la posture et les mouvements oculaires.

### Réfraction et distance
Dans l'Almageste, Ptolémée a tenté d'expliquer l'illusion lunaire par la réfraction atmosphérique et plus tard, dans l'Optique, comme une illusion d'optique due à la distance apparente,, ou à la difficulté de regarder vers le haut, bien que les interprétations du récit dans l'ouvrage Optique soit contestée. De même, Cleomède (environ 200 après J.-C.), dans son livre sur l'astronomie, attribuait l'illusion à la fois à la réfraction et aux changements de distance apparente. Dans le Livre d'Optique (1011-1022 après J.-C.), Alhazen avance à nouveau la réfraction comme explication, mais a également proposé une explication plus détaillée basée sur les objets intermédiaires et la distance apparente.Grâce à des travaux supplémentaires (de Roger Bacon, John Pecham, Witelo et autres) basés sur l'explication d'Alhazen, l'illusion de la Lune a été acceptée comme un phénomène psychologique au XVIIe siècle.

### Hypothèse de distance apparente
Cleomède avance pour la première fois par (vers 200 après J.C), l'hypothèse de la distance apparente pour expliquer le phénomène.[réf. nécessaire] Alhazen, plus précis dans sa description: avance que le jugement de la distance d'un objet dépend de l'existence d'une séquence ininterrompue de corps intermédiaires entre l'objet et l'observateur; cependant, comme il n'y a pas d'objets intermédiaires entre la Terre et la Lune, la distance perçue est trop courte et la Lune semble plus petite qu'à l'horizon.  Les chercheurs ont fait valoir que l'hypothèse de la distance apparente est problématique scientifiquement parce qu'elle explique les perceptions comme des conséquences des perceptions: la Lune semble plus éloigné parce qu'elle semble plus grande. Cependant, il existe probablement des processus internes complexes derrière cette relation.
En 1813, Schopenhauer écrit à ce sujet, que l'illusion lunaire est "purement intellectuel ou cérébral, et non optique ou sensoriel" Le cerveau prend les données sensorielles qui lui sont données de l'œil et appréhende une grande Lune parce "quand il perçoit dans la direction horizontale, juge les objets plus éloignés, conséquemment plus grands, que dans la verticale ". Selon Schopenhauer, le cerveau est habitué à voir des objets de taille terrestre dans une direction horizontale.

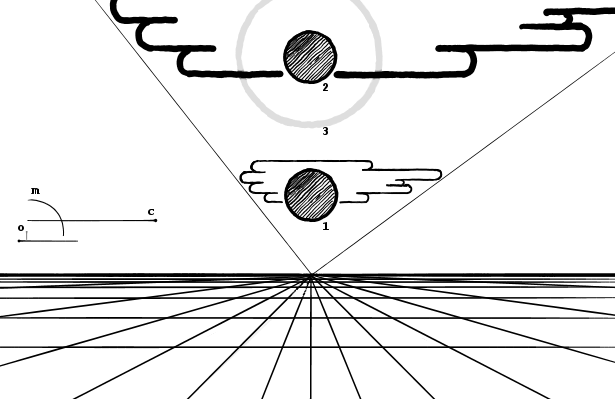
Un diagramme de la Lune vue par-dessus un nuage de même taille, à différentes hauteurs dans le ciel. Lorsque la Lune est haute, les nuages contre lesquels elle se trouve sont plus proches du spectateur et semblent plus grands. Lorsque la Lune est basse dans le ciel, les mêmes nuages sont plus éloignés et semblent plus petits, donnant l'illusion d'une Lune plus grande.

Si la Lune est perçue comme étant dans le voisinage général des autres choses vues dans le ciel, elle devrait également reculer à l'approche de l'horizon, ce qui devrait entraîner une image rétinienne plus petite. Mais comme son image rétinienne a approximativement la même taille, qu'elle soit proche de l'horizon ou non, le cerveau, essayant de compenser la perspective, suppose qu'une lune basse doit être physiquement plus grande.
Des expériences approfondies en 1962 par Kaufman et Rock ont montré qu'un facteur causal crucial dans l'illusion est un changement dans le modèle des signaux à distance. La Lune à l'horizon est perçue comme étant au bout d'une étendue de terrain s'éloignant au loin, accompagné d'arbres éloignés, de bâtiments, etc., qui indiquent tous qu'il doit être très loin, alors que ces signaux sont absents de la lune zénithale. Les expériences de nombreux autres chercheurs ont trouvé le même résultat; à savoir que lorsque les signaux picturaux à grande distance sont soustraits de l'image de la Lune à l'horizon, elle semble plus petite. Lorsque des indices illustrant une distance accrue sont ajoutés à l'image de la Lune au zénith, elle apparaît plus grande.
Un problème potentiel pour la théorie de la distance apparente est que peu de gens (peut-être environ 5%) perçoivent la Lune à l'horizon comme étant à la fois plus grande et plus éloignée. En effet, la plupart des gens (peut-être 90%) disent que la Lune à l'horizon semble à la fois plus grande et plus proche que la Lune zénithale (Boring, 1962; Hershenson, 1982; McCready, 1965, 1986; Restle, 1970). La plupart des autres disent qu'elle semble plus grande et à peu près à la même distance que la Lune zénithale, quelques personnes ne rapportant même aucune illusion de Lune. Cependant, la réponse que la Lune à l'horizon semble plus grande et non pas plus proche que la Lune au zénith, pourrait être induite par le fait que la logique du spectateur confond sa perception; le spectateur sachant rationnellement que la Lune ne peut pas être physiquement plus éloignée, il ne prête plus son attention consciente à la perception elle-même. Ceci est renforcé par l'idée que le cerveau ne perçoit pas consciemment la distance et la taille, car la conscience spatiale est une cognition subconsciente, rétino-corticale. En accord avec la possibilité que la distance rapportée de la Lune soit due à la logique, plutôt qu'à la perception, on a découvert que ces rapports variables - certains rapportant des distances plus proches et d'autres non - sont probablement dus à des biais de réponse. Néanmoins, l'explication de la distance apparente est celle que l'on trouve le plus souvent dans les manuels.

### Hypothèse de taille relative

L'illusion d'Ebbinghaus. Le cercle central inférieur entouré de petits cercles pourrait représenter l'horizon de la Lune accompagné d'objets de plus petite étendue visuelle, tandis que le cercle central supérieur représente le zénith de la Lune entouré d'étendues de ciel de plus grande étendue visuelle. Bien que les deux cercles centraux aient en fait la même taille, celui du bas semble plus grand pour de nombreuses personnes.

Historiquement, l'alternative la plus connue à la théorie de la «distance apparente» a été une théorie de la «taille relative». Cela indique que la taille perçue d'un objet dépend non seulement de sa taille rétinienne, mais également de la taille des objets dans son environnement visuel immédiat. Dans le cas de l'illusion de la Lune, les objets à proximité de l'horizon Lune (c'est-à-dire les objets sur ou près de l'horizon) présentent un détail fin qui fait paraître la Lune plus grande, tandis que la Lune zénithale est entourée de grandes étendues de ciel vide qui le font paraître plus petit.
L'effet est illustré par l'illusion classique d'Ebbinghaus, où un cercle apparaît plus grand lorsqu'il est entouré de cercles plus petits que lorsqu'il est entouré de cercles plus grands.

### Hypothèse de l'angle de regard
Selon l'hypothèse de "l'angle de regard", l'illusion de la Lune est produite par des changements dans la position des yeux dans la tête accompagnant des changements dans l'angle d'élévation de la Lune. Bien qu'autrefois populaire, cette explication n'a plus beaucoup de soutien. Regarder à travers ses jambes à l'horizon Lune réduit sensiblement l'illusion, mais cela peut être dû au fait que l'image sur la rétine est inversée. Lever les yeux ou incliner la tête en position verticale ne réduit que très peu l'illusion.

### Ouvrages
: document utilisé comme source pour la rédaction de cet article.
- (en) Robert Alexander, Lloyd Kaufman, Stefan Edlund, Richard Noble, Vassias Vassiliades et James Kaufman, « Perceptual distance and the moon illusion », Spatial Vision, vol. 20,‎ 2007, p. 155–175 (PMID 17357720, lire en ligne)
- (en) Helen Ross et Cornelis Plug, The mystery of the moon illusion, États-Unis, 2002 (ISBN 9780198508625, lire en ligne)
- (en) The Moon Illusion, Psychology Press, 13 mai 2013, 472 p. (ISBN 978-0805801217, lire en ligne)
- (de) Arthur Schopenhauer (trad. J. A. Cantacuzène), De la quadruple racine du principe de raison suffisante, 1813 (lire en ligne)